# Atlantische Hurrikansaison 2014
Die Atlantische Hurrikansaison 2014 begann offiziell am 1. Juni und endete am 30. November. Während dieser Periode bilden sich üblicherweise die meisten Hurrikane, da nur zu dieser Zeit geeignete Bedingungen existieren, wie etwa ein warmer Ozean, feuchte Luft und wenig Windscherung, um die Bildung von tropischen Wirbelstürmen zu ermöglichen.
Stürme im Pazifischen Ozean sind im Artikel Pazifische Hurrikansaison 2014 gelistet.

## Saisonprognosen
Voraussagen über die Aktivität der kommenden Hurrikansaison werden jedes Jahr durch die Hurrikanexperten Philip J. Klotzbach und William M. Gray und ihren Mitarbeitern an der Colorado State University und separat durch die Meteorologen der NOAA sowie vom Konsortium Tropical Storm Risk erstellt.
Klotzbachs Team definierte die durchschnittliche Anzahl von Stürmen pro Saison im Durchschnitt (1950–2000) auf 9,6 tropische Stürme, 5,9 Hurrikane und 2,3 schwere Hurrikane (also solche, die auf der Saffir-Simpson-Hurrikan-Windskala zumindest in die Kategorie 3 eingestuft werden). Eine normale Saison, wie sie durch die NOAA festgelegt wurde, besteht aus 9–12 benannten Stürmen, von denen 5–7 Hurrikanstärke erreichen und 1–3 schwere Hurrikane werden.

### Prognosen vor Beginn der Saison
Am 12. Dezember 2013 gab Tropical Storm Risk (TSR), ein öffentliches Konsortium aus Experten für Versicherungen, Risikomanagement und saisonale Klimavorhersagen am University College London, eine mittelfristige Vorhersage aus, die für 2014 eine leicht überdurchschnittliche Hurrikansaison annimmt. In dem Bericht stellte TSR fest, dass die tropische Zyklonaktivität nah am Durchschnitt der Jahre 1950–2013 liegen könnte, wobei 14 (± 4) tropische Stürme, 6 (± 3) Hurrikane und 3 (± 2) schwere Hurrikane und ein kumulierter ACE-Index von 106 erwartet wurden. Etwa drei Monate später, am 24. März 2014, veröffentlichte Weather Services International (WSI) eine Vorhersage, die von einer leicht unterdurchschnittlichen Hurrikansaison ausgeht. Demnach würde es 11 tropische Stürme, 5 Hurrikane und 2 schwere Hurrikane geben. Am 7. April 2014 gab Tropical Storm Risk (TSR) seine zweite Vorhersage heraus, die nun 12 (± 4) tropische Stürme, 5 (± 3) Hurrikane und 2 (± 2) schwere Hurrikane annimmt. Drei Tage später veröffentlichte die Colorado State University (CSU) ihre erste Prognose für dieses Jahr, welche von einer unterdurchschnittlichen Hurrikansaison ausgeht. Demnach würde es 9 tropische Stürme, 3 Hurrikane und einen schweren Hurrikan geben. Die North Carolina State University (NCSU) folgte wenige Tage später und geht ebenfalls von einer leicht unterdurchschnittlichen Saison aus, wobei es 8–11 tropische Stürme, 4–6 Hurrikane und 1–3 schwere Hurrikane geben würde. Auch Met Office (UKMET) prognostiziert einen Monat später eine leicht unterdurchschnittliche Hurrikansaison, bei der sich 10 tropische Stürme und 6 Hurrikane bilden würden. Am 22. Mai 2014 veröffentlichte die NOAA ihre erste Vorhersage für diese Saison, die von einer normalen bis leicht unterdurchschnittlichen Aktivität ausgeht. Demnach gebe es 8–13 tropische Stürme, 3–6 Hurrikane und 1–2 schwere Hurrikane.

## Stürme

### Hurrikan Arthur

#### Sturmverlauf
Am 27. Juni meldete das National Hurricane Center (NHC) die Bildung eines nichttropischen Tiefdruckgebietes über South Carolina. Am folgenden Tag zog das System Richtung Osten-Südosten, lag nun östlich der Küste über Wasser und organisierte sich. Es bewegte sich im Laufe des Tages langsam nach Süden und erhielt am 29. Juni eine hohe Wahrscheinlichkeit, sich in ein tropisches Tiefdruckgebiet zu entwickeln. Am frühen Morgen des 1. Juli hatte sich die Störung soweit verstärkt, dass sie etwa 170 km ostsüdöstlich von Cape Canaveral, Florida zum tropischen Tiefdruckgebiet Eins aktualisiert wurde. Später am selben Tag stufte das National Hurricane Center das System zum ersten tropischen Sturm der Saison herauf, der den Namen Arthur bekam. Das System driftete in der Nacht zum 2. Juli Richtung Norden und intensivierte sich dabei. Arthur verstärkte sich rasch weiter, sodass das National Hurricane Center ihn zu einem starken tropischen Sturm aktualisierte. Am Morgen des 3. Juli erreichte das System die Stärke eines Kategorie-1-Hurrikans, als es begann ein sichtbares Auge zu bilden. Arthur zog im Verlauf des Tages in eine nordnordöstliche Richtung und setzte seine Intensivierung fort. In der Nacht zum 4. Juli stufte das National Hurricane Center den Sturm zu einem Hurrikan der Kategorie 2 herauf, bevor er am frühen Morgen zwischen Cape Lookout und Beaufort, North Carolina an Land ging. Der Hurrikan zog im Laufe des Vormittages ins Landesinnere über den Pamlico Sound. Wenige Stunden später erreichte Arthur in der Nähe von Kitty Hawk, North Carolina wieder das Meer. Danach schwächte sich der Sturm östlich von Virginia Beach in einen Kategorie-1-Hurrikan ab und bewegte sich mit einer hohen Zuggeschwindigkeit nach Nordosten. Arthur setzte seine Abschwächung früh am 5. Juli fort und war bereits nur noch ein schwacher Hurrikan. Ein paar Stunden später erreichte das System als ein starker tropischer Sturm die Provinz Nova Scotia. Am Nachmittag des 5. Juli degenerierte Arthur zu einer außertropischen Zyklone, sodass das National Hurricane Center die letzte Warnung zu dem Sturm herausgab, als er sich etwa 155 km westnordwestlich von Halifax, Nova Scotia befand.
- NHC's Sturmarchiv zu Hurrikan Arthur (englisch)
- NHC's Grafikenarchiv zu Hurrikan Arthur (englisch)

### Hurrikan Bertha

#### Sturmverlauf
Am frühen Morgen des 1. August meldete das National Hurricane Center (NHC), dass sich etwa 445 km ostsüdöstlich von Barbados ein tropischer Sturm gebildet hat, der den Namen Bertha erhielt. Im Verlauf des Tages bewegte sich das System mit einer hohen Zuggeschwindigkeit Richtung Westen-Nordwesten und zog am Nachmittag nördlich an Barbados vorbei, während es sich ein wenig verstärkte. Wenige Stunden später gelang Bertha zwischen Martinique und Dominica in das Karibische Meer. Der Sturm setzte am Morgen des 2. August seine Zugrichtung fort, konnte sich jedoch nicht sonderlich weiterentwickeln. Die sehr unorganisierte Bertha zog im Laufe des Tages in die Mona-Passage und ging am selben Abend mehrere Kilometer südlich von Punta Cana über der östlichen Dominikanischen Republik an Land. Bereits am frühen Morgen des 3. August erreichte der Sturm in der Nähe von Las Terrenas wieder das Meer. Sechs Stunden später erreichte Bertha mit Windgeschwindigkeiten von 75 km/h die Turks- und Caicosinseln und weitere sechs Stunden später die südöstlichen Bahamas. Am Abend desselben Tages begann das System sich jedoch von den Bahamas zu entfernen, als es einen Nord-Nordwestkurs einschlug und sich rasch intensivierte. Bertha verstärkte sich im Verlauf des 4. August in einen Kategorie-1-Hurrikan, zog in eine nördliche Richtung und erreichte gleichzeitig ihren Höhepunkt. Am Morgen des nächsten Tages stufte das National Hurricane Center das System wieder zu einem tropischen Sturm herab, als es sich Richtung Nord-Nordosten bewegte und sich westlich von Bermuda befand. In den nächsten Stunden setzte Bertha ihre Abschwächung weiter fort und war am Abend desselben Tages bereits ein moderater tropischer Sturm. Am Nachmittag des 6. August degenerierte das System zu einem außertropischen Resttief, als es sich etwa 495 km südlich von Halifax, Nova Scotia befand.
Das außertropische Tiefdruckgebiet des Hurrikans erreichte die Britischen Inseln am 10. August und sorgte dort für starke Regenfälle, folgende Überflutungen und Orkanböen.
- NHC's Sturmarchiv zu Hurrikan Bertha (englisch)
- NHC's Grafikenarchiv zu Hurrikan Bertha (englisch)

#### Auswirkungen
Ein Mann wurde in England auf seinem Segelboot aufgrund der Sturmböen vom Baum erschlagen.

### Hurrikan Cristobal

#### Sturmverlauf
Am Abend des 23. August begann das National Hurricane Center (NHC) ein tropisches Tiefdruckgebiet zu beobachten, welches sich etwa 120 km nordöstlich von Great Inagua gebildet hat und die Bezeichnung Vier bekam. Etwa 12 Stunden später, am Vormittag des folgenden Tages, intensivierte sich das System in einen tropischen Sturm, der den Namen Cristobal erhielt und sich nach Nordwesten bewegte. Am Abend desselben Tages drehte der Sturm auf einen Kurs Richtung Norden, konnte sich aber nicht weiterentwickeln. Cristobal begann am frühen Morgen des 25. August stationär zu bleiben und sich langsam zu verstärken. Im Verlauf des Tages driftete der Sturm von einer nordnordöstlichen auf eine östliche Richtung und wurde um Mitternacht am 26. August zu einem Hurrikan der Kategorie 1 aktualisiert. Cristobal schlug an diesem Tag einen Nordkurs ein und begann sich ein wenig schneller zu bewegen. In der Nacht zum 27. August konnte sich das System etwas verstärken, blieb aber dennoch ein schwacher Hurrikan. 21 Stunden später, am Abend desselben Tages, befand sich der Sturm genau zwischen Bermuda und Cape Hatteras. Richtung Nordosten ziehend, begann Cristobal sich mit einer hohen Zuggeschwindigkeit fortzubewegen und erreichte am frühen Morgen des 29. August mit andauernden Windgeschwindigkeiten von rund 140 km/h und einem Luftdruck von 970 hPa seinen Höhepunkt über dem nördlichen Atlantik. Später am selben Tag degenerierte das System etwa 480 km ostsüdöstlich von Kap Race, Neufundland zu einer starken außertropischen Zyklone.
- NHC's Sturmarchiv zu Hurrikan Cristobal (englisch)
- NHC's Grafikenarchiv zu Hurrikan Cristobal (englisch)

#### Auswirkungen
Durch die Auswirkungen des Sturms sind in der Karibik mindestens fünf Menschen ums Leben gekommen: Auf Providenciales, gehörig zu den Turks- und Caicosinseln, ertrank ein Mann in den Fluten. Außerdem starben je zwei Menschen in der Dominikanischen Republik und in Haiti. An der Ostküste der Vereinigten Staaten ertranken ebenfalls zwei junge Männer bei stürmischen Bedingungen.

### Tropischer Sturm Dolly

#### Sturmverlauf
Am Abend des 1. September meldete das National Hurricane Center (NHC), dass sich etwa 410 km ostsüdöstlich von Tuxpan, Mexiko über dem südlichen Golf von Mexiko das tropische Tiefdruckgebiet Fünf gebildet hat. Neun Stunden später, am frühen Morgen des nächsten Tages, wurde das System zu einem tropischen Sturm aktualisiert, der den Namen Dolly bekam und sich in eine nordwestliche Richtung bewegte. Am Nachmittag desselben Tages erreichte Dolly mit andauernden Windgeschwindigkeiten von rund 85 km/h ihren Höhepunkt als ein moderater tropischer Sturm  und drehte auf einen Kurs nach Westen. Das System ging am frühen Morgen des 3. September wenige Kilometer südlich von Tampico, Mexiko an Land und schwächte sich neun Stunden später über San Luis Potosí in ein tropisches Tiefdruckgebiet ab. Dieses löste sich im Verlauf des Tages auf, als es sich etwa 145 km westsüdwestlich von Tampico, Mexiko befand und weit ins Landesinnere gezogen war.
- NHC's Sturmarchiv zu Tropensturm Dolly (englisch)
- NHC's Grafikenarchiv zu Tropensturm Dolly (englisch)

### Hurrikan Edouard

#### Sturmverlauf
Am Nachmittag des 11. September begann das National Hurricane Center (NHC) mit der Beobachtung des tropischen Tiefdruckgebiets Sechs, welches etwa 1400 km westlich von Kap Verde entstanden war. 12 Stunden später, am frühen Morgen des nächsten Tages, intensivierte sich das System in den tropischen Sturm Edouard, der sich in eine westnordwestliche Richtung bewegte. Zunächst konnte die Zyklone nicht weiter an Stärke gewinnen und blieb ein relativ schwacher tropischer Sturm. Erst am Vormittag des 13. September begann sich Edouard langsam zu verstärken und wurde zu einem tropischen Sturm moderater Intensität heraufgestuft, als er gleichzeitig einen Nordwestkurs einschlug. 18 Stunden später, in der Nacht zum folgenden Tag, erreichte das System den Status eines starken tropischen Sturmes. Dieser begann im Laufe des 14. September ein kleines Auge zu bilden und wurde deshalb zu einem Kategorie-1-Hurrikan aktualisiert. Edouard intensivierte sich in den nächsten Stunden weiter, erreichte am Morgen des 15. September die Kategorie 2 und zog weiterhin nach Nordwesten. Das System drehte am frühen Morgen des nächsten Tages über dem Zentralatlantik gelegen auf eine nordnordwestliche Zugrichtung und verstärkte sich 12 Stunden später in den ersten Major-Hurrikan der Saison. Allerdings stufte das National Hurricane Center Edouard bereits sechs Stunden später, am Abend des 16. September, wieder zu einem Kategorie-2-Hurrikan herab. Danach begann die Zyklone sich rasch weiter abzuschwächen und war weitere sechs Stunden später bereits ein Hurrikan der Kategorie 1, welcher Richtung Nordosten driftete.
- NHC's Sturmarchiv zu Hurrikan Edouard (englisch)
- NHC's Grafikenarchiv zu Hurrikan Edouard (englisch)

### Hurrikan Fay

#### Sturmverlauf
In den Nachmittagsstunden des 10. Oktober meldete das National Hurricane Center (NHC) die Bildung eines subtropischen Tiefdruckgebietes, welches sich etwa 950 km südlich von Bermuda gebildet hat und die Identifikation Sieben erhielt. Im Verlauf der nächsten sechs Stunden zog das System in eine nordwestliche bis nordnordwestliche Richtung und intensivierte sich am selben Abend in den subtropischen Sturm Fay. Die Zyklone wurde in der Nacht zum 11. Oktober zu einem Sturm moderater Intensität heraufgestuft und begann später am selben Tag tropische Eigenschaften anzunehmen, weshalb das National Hurricane Center Fay am Mittag als tropischen Sturm klassifizierte.
- NHC's Sturmarchiv zu Hurrikan Fay (englisch)
- NHC's Grafikenarchiv zu Hurrikan Fay (englisch)

### Hurrikan Gonzalo

#### Sturmverlauf
Am späten Nachmittag des 12. Oktober begann das National Hurricane Center (NHC) mit der Beobachtung des tropischen Sturms Gonzalo, der sich etwa 320 km östlich von Guadeloupe gebildet hat. Im Laufe der nächsten Stunden bewegte sich das System Richtung Westen, zog auf die Inseln unter dem Winde zu und intensivierte sich in einen moderaten tropischen Sturm. Gonzalo zog am Nachmittag des 13. Oktober über Antigua und Barbuda hinweg, wurde zu einem starken tropischen Sturm heraufgestuft und bewegte sich später östlich an St. Kitts und Nevis vorbei. Am Abend desselben Tages erreichte die Zyklone die Stärke eines Kategorie-1-Hurrikans, während er gleichzeitig einen Nordwestkurs einschlug und auch Saint-Barthélemy, St. Martin und Anguilla überquerte. Das System begann sich am Morgen des 14. Oktober von den Kleinen Antillen wegzubewegen, befand sich nun nordöstlich der Britischen Jungferninseln und wurde vom National Hurricane Center zu einem Hurrikan der Kategorie 2 heraufgestuft. Gonzalo intensivierte sich weiter und erreichte am 16. Oktober mit andauernden Windgeschwindigkeiten von rund 230 km/h und einem Luftdruck von 940 hPa seinen Höhepunkt als ein Hurrikan der zweithöchsten Kategorie 4. Schließlich drehte der Sturm auf eine nordöstliche Zugbahn und verlor an Kraft. Kurz bevor Gonzalo Bermuda direkt traf, wurde das System zu einem Kategorie-2-Hurrikan herabgestuft. Er setzte seinen Weg Richtung Nordosten fort und verlor östlich von Neufundland noch in der Stärke eines Kategorie-1-Hurrikans seine tropischen Eigenschaften.
Das Sturmtief, nun Ex-Gonzalo genannt, bog um Schottland auf einen südöstlichen Kurs ein. Es führte in Großbritannien und in den Beneluxländern – mit 9–10 Beaufort am 21. Oktober – mit schweren Sturmböen, starken Schauern und Gewittern zu Schäden. Über Rheinland-Pfalz, Saarland bis Hessen erreichten Windböen Stärke 10 (schwerer Sturm) bis 11 (orkanartiger Wind), auf den Bergen Orkanstärke (z. B. Feldberg im Schwarzwald 148 km/h), dann in Bayern auch in den Niederungen (Ansbach bis 137 km/h). In der Nordsee entstand eine Sturmflut, die die Warnmarken nur knapp verfehlte. Eine Besonderheit war die „sturmlose“ Sturmflut in Hamburg, das außerhalb der Fronten lag. So etwas ist sehr selten und trat zuletzt knapp 50 Jahre vorher auf (4. Dezember 1964). In den Alpen kam es zu einem Temperatursturz, mit Neuschneemengen von bis zu 1 Meter und Starkniederschlägen von 60–100 Liter pro Quadratmeter in 24 Stunden in den Niederungen (eine übliche Gesamtoktober-Menge). Bis 23. Oktober zog der ehemalige Hurrikan in den Mittelmeerraum, mit kräftigen Schauer, Gewitter und Sturmböen im Adriagebiet und dann bis 25. Oktober auch in Griechenland und der Türkei.
Gonzalo war nicht nur der kräftigste Hurrikan der Saison, mit fast zwei Wochen war dieser Tiefdruckkomplex ausnehmend langlebig, und die Zugbahn von den Antillen in das westliche Mittelmeer ist eine äußerst seltene Zugbahn.
- NHC's Sturmarchiv zu Hurrikan Gonzalo (englisch)
- NHC's Grafikenarchiv zu Hurrikan Gonzalo (englisch)

#### Auswirkungen
Eine Person wurde durch die Auswirkungen von Gonzalo in Sint Maarten getötet. Außerdem verursachte das nicht mehr tropische System in West- und Mitteleuropa Sachschäden.

### Tropischer Sturm Hanna

#### Sturmverlauf
Am frühen Morgen des 22. Oktober meldete das National Hurricane Center (NHC), dass sich etwa 255 km westsüdwestlich von Campeche, Mexiko über dem südlichen Golf von Mexiko ein tropisches Tiefdruckgebiet gebildet hat, welches die Bezeichnung Neun bekam.
- NHC's Sturmarchiv zu Tropensturm Hanna (englisch)
- NHC's Grafikenarchiv zu Tropensturm Hanna (englisch)
- NHC's Tropical Cyclone Report on Tropical Storm Hanna (englisch; PDF)

## Sturmnamen
Die folgenden Namen wurden in dieser Saison vergeben. Diese Liste wurde im Jahre 2020 so wieder verwendet, da keine Namen durch die World Meteorological Organization ersetzt wurden. Die Liste ist identisch mit der Liste für die Atlantische Hurrikansaison 2008, nur Gustav, Ike und Paloma wurden durch Gonzalo, Isaias und Paulette ersetzt.
| - Arthur | - Bertha | - Cristobal | - Dolly | - Edouard | - Fay | - Gonzalo | - Hanna |